# Bataille de La Puerta (1818)
Pour l’article homonyme, voir Bataille de La Puerta.
Campagne du Centre
(Guerre d'indépendance du Venezuela)
Batailles
m
- La Hogaza (es)
- Flecheras (es)
- Calabozo (es)
- La Uriosa
- El Sombrero
- La Puerta
- Ortiz (es)
- Cojedes (es)
- Laguna de los Patos

La bataille de La Puerta, connue au Venezuela comme la bataille de Sémen, est un affrontement survenu le 16 mars 1818 dans les gorges de La Puerta, près du fleuve Sémen et de San Juan de Los Morros, dans l'actuel État de Guárico, à deux lieues de la Villa de Cura de Aragua, entre les troupes de Simón Bolívar, qui avait entrepris la Campagne du centre (dont l'objectif était d'atteindre Caracas), et l'armée espagnole commandée par Pablo Morillo. 
(Aujourd'hui, La Puerta est une paroisse de la municipalité de Valera, dans l'État de Trujillo).

## Le champ de bataille
Le champ de bataille est, à peu de chose près, le même que celui où José Tomás Boves défit à deux reprises les patriotes vénézuéliens, en 1814. L'endroit est dit La Puerta car il s'agit d'une dépression, à la limite d'une région montagneuse, au fond de laquelle coule le Guárico, et par où passe également la route qui mène des Valles (litt. les Vaux) aux Llanos (litt. les Plats). La bataille fut livrée sur un plateau croisé par un petit cours d'eau, le Sémen, affluent du Guárico, qui s'écoule des montagnes, formant l'accident appelé Morro de San Juan. La route bifurque vers les deux précipices du Morro de San Juan : l'occidental, appelé Quebrada Seca (litt. la « Gorge sèche »), et l'oriental, où passe le ruisseau Sémen. À l'est du cours d'eau, entre les deux précipices, se trouve une petite plaine striée de tranchées cultivées et bordée par des collines. Le chemin oriental est fermé au sud par le village de San Juan de Los Morros.

## Déroulement
La première phase de la bataille trouve son point culminant peu après midi, lorsque les forces de Tomas Morales, composées des 1400 soldats royalistes qui formaient l'avant-garde, doivent se replier sur le chemin oriental, en luttant contre 3500 soldats républicains. En première ligne, le général Pablo Morillo lui-même est blessé au ventre par un coup de lance. Néanmoins, il prend la tête de la charge de l'escadron de cavalerie, dirigeant l'attaque en personne, et exaltant le moral de ses troupes. Durant cette seconde phase de la bataille, la division de Morillo, composée de 1200 hommes, réussit à contre-attaquer depuis la Quebrada Seca, mettant en déroute la ligne de 2000 soldats républicains, et à rallier les forces de Morales, finissant par mettre en fuite et par disperser les restes de l'armée patriotique.
Miguel de la Torre assure le commandement de l'armée royaliste en l'absence de son général en chef, blessé. Pablo Morillo ne perd pas une occasion de montrer la confiance qu'il place dans les milices du pays, et est transporté en civière par 30 loyalistes vénézuéliens, soldats du bataillon de Pardos, jusqu'à la ville de Valencia. Avant de quitter le champ de bataille, Morillo donne le fameux ordre à ses commandants (que certains attribuent à l'humanité du général de brigade Ramón Correa, et d'autres à la gravité des blessures de Morillo), contraire à la guerre à mort : « Sálvense los prisioneros y respétense sus vidas » (« Secourez les prisonniers et respectez leurs vies »).
De cette façon, Pablo Morillo obtient une victoire décisive qui lui permet de conserver Caracas et le contrôle de la  Capitainerie générale du Venezuela. 
| Commandant en chef - Pablo Morillo Officiers d'Etat-Major - Miguel de la Torre - Francisco Tomás Morales (es) - Ramón Correa Unités et Commandants Division de Morales Droite - Bataillon Barinas - cavalerie de Dragons du pays Gauche - Bataillon expéditionnaire Victoria - escadron des Guides du General Division de Morillo - Bataillon expéditionnaire Union (Valencey) - Milices de Pardos de Valencia - escadron expéditionnaire de cavalerie et d'artillerie volante |

| Commandant en chef - Simón Bolívar Officiers d'État-Major - Rafael Urdaneta - José Antonio Anzoátegui Unités et Commandants Première Ligne (Urdaneta) Droite (Anzoategui) - Bataillon de Ligne de la Garde d'Honneur - Bataillon de Chasseurs de la Garde d'Honneur Centre - Bataillon Valeroso (Torres) Gauche - Bataillon Barlovento (Valdés) - Bataillon Barcelona Seconde Ligne (Cavalerie en colonnes de brigade) - Droite- escadrons de Monagas - Centre- escadrons de Vasquez - Gauche- escadrons de Zaraza (es) |

## Conséquences
Pablo Morillo fait échouer l'ultime effort de la Campagne du Centre de Simón Bolívar en détruisant l'armée indépendantiste qui se dirigeait vers Caracas. Morillo récupère de ses blessures dans le courant de mai et se voit accorder par Ferdinand VII le titre nobiliaire de marquis de La Puerta, qui s'ajoute à son titre de comte de Carthagène.